# Khánh Lâm
Khánh Lâm là một xã thuộc tỉnh Cà Mau, Việt Nam.

## Địa lý
Xã Khánh Lâm có vị trí địa lý:
- Phía đông giáp xã Nguyễn Phích
- Phía tây giáp xã Vịnh Thái Lan
- Phía nam giáp xã Đá Bạc và xã Khánh An
- Phía bắc giáp xã Nguyễn Phích và xã U Minh.

Xã Khánh Lâm có diện tích 208,2 km², dân số năm 2024 là 38.880 người, mật độ dân số đạt 186 người/km².

## Lịch sử
Ngày 20 tháng 9 năm 1975, Bộ Chính trị ban hành Nghị quyết số 245-NQ/TW về việc hợp nhất tỉnh Bạc Liêu, tỉnh Cà Mau và 2 huyện An Biên, Vĩnh Thuận (ngoại trừ 2 xã Đông Yên và Tây Yên) của tỉnh Rạch Giá thành một tỉnh mới, tên gọi tỉnh mới cùng với nơi đặt tỉnh lỵ sẽ do địa phương đề nghị lên.
Ngày 20 tháng 12 năm 1975, Bộ Chính trị ban hành Nghị quyết số 19/NQ về việc hợp nhất tỉnh Bạc Liêu và tỉnh Cà Mau thành một tỉnh mới, tên gọi tỉnh mới cùng với nơi đặt tỉnh lỵ sẽ do địa phương đề nghị lên.
Ngày 24 tháng 2 năm 1976, Chính phủ Cách mạng Lâm thời Cộng hòa miền Nam Việt Nam ban hành Nghị định số 3/NQ/1976 về việc hợp nhất tỉnh Bạc Liêu và tỉnh Cà Mau thành một tỉnh mới, lấy tên là tỉnh Bạc Liêu – Cà Mau. Khi đó, xã Khánh Lâm thuộc huyện Thới Bình, tỉnh Cà Mau – Bạc Liêu.
Ngày 10 tháng 3 năm 1976, Chính phủ ban hành Nghị quyết về việc thành lập tỉnh Minh Hải trên cơ sở đổi tên tỉnh Bạc Liêu – Cà Mau. Khi đó, xã Khánh Lâm thuộc huyện Thới Bình, tỉnh Minh Hải.
Ngày 29 tháng 12 năm 1978, Hội đồng Chính phủ ban hành Quyết định số 326-CP về việc:
- Thành lập huyện U Minh thuộc tỉnh Minh Hải.
- Chuyển xã Khánh Lâm thuộc huyện Thới Bình về huyện U Minh mới thành lập quản lý.

Ngày 25 tháng 7 năm 1979, Hội đồng Chính phủ ban hành Quyết định số 275-CP về việc chia xã Khánh Lâm thành 5 xã: Khánh Lâm, Khánh Hội, Khánh Tân, Khánh Tiến, Khánh Hòa.
Ngày 2 tháng 2 năm 1991, Ban Tổ chức – Cán bộ của Chính phủ ban hành Quyết định số 51/QĐ-TCCP về việc sáp nhập xã Khánh Hội và xã Khánh Tân vào xã Khánh Lâm.
Ngày 6 tháng 11 năm 1996, Quốc hội ban hành Nghị quyết về việc chia tỉnh Minh Hải thành tỉnh Bạc Liêu và tỉnh Cà Mau. Khi đó, xã Khánh Lâm thuộc huyện U Minh, tỉnh Cà Mau.
Ngày 22 tháng 4 năm 2003, Chính phủ ban hành Nghị định số 41/2003/NĐ-CP về việc thành lập xã Khánh Hội thuộc huyện U Minh trên cơ sở 3.360,80 ha diện tích tự nhiên và 9.780 nhân khẩu của xã Khánh Lâm.
Sau khi điều chỉnh địa giới hành chính, xã Khánh Lâm còn lại 11.230,87 ha diện tích tự nhiên và 11.096 nhân khẩu.
Tính đến ngày 31/12/2024, xã Khánh Hội có 9 ấp: 1, 2, 3, 4, 5, 6, 7, 8, 9.
Ngày 12 tháng 6 năm 2025, Quốc hội ban hành Nghị quyết số 202/2025/QH15 về việc sắp xếp đơn vị hành chính cấp tỉnh (nghị quyết có hiệu lực từ ngày 12 tháng 6 năm 2025). Theo đó, sáp nhập tỉnh Bạc Liêu vào tỉnh Cà Mau.
Ngày 16 tháng 6 năm 2025, Ủy ban Thường vụ Quốc hội ban hành Nghị quyết số 1655/NQ-UBTVQH15 về việc sắp xếp các đơn vị hành chính cấp xã của tỉnh Cà Mau năm 2025 (nghị quyết có hiệu lực từ ngày 16 tháng 6 năm 2025). Theo đó, sáp nhập toàn bộ 35,1 km² diện tích tự nhiên, quy mô dân số là 14.469 người xã Khánh Hội thuộc huyện U Minh; điều chỉnh 72,6 km² diện tích tự nhiên, quy mô dân số là 8.086 người của xã Nguyễn Phích thuộc huyện U Minh vào 100,5 km² diện tích tự nhiên, quy mô dân số là 16.325 người phần còn lại xã Khánh Lâm thuộc huyện U Minh.
Xã Khánh Lâm có 208,2 km² diện tích tự nhiên và quy mô dân số là 38.880 người.